# Moravské Budějovice (nádraží)
Moravské Budějovice jsou železniční stanice v severní části stejnojmenného města v okrese Třebíč v Kraji Vysočina. Leží na tratích Znojmo–Okříšky a Moravské Budějovice – Jemnice. Stanice není elektrizována.

## Historie

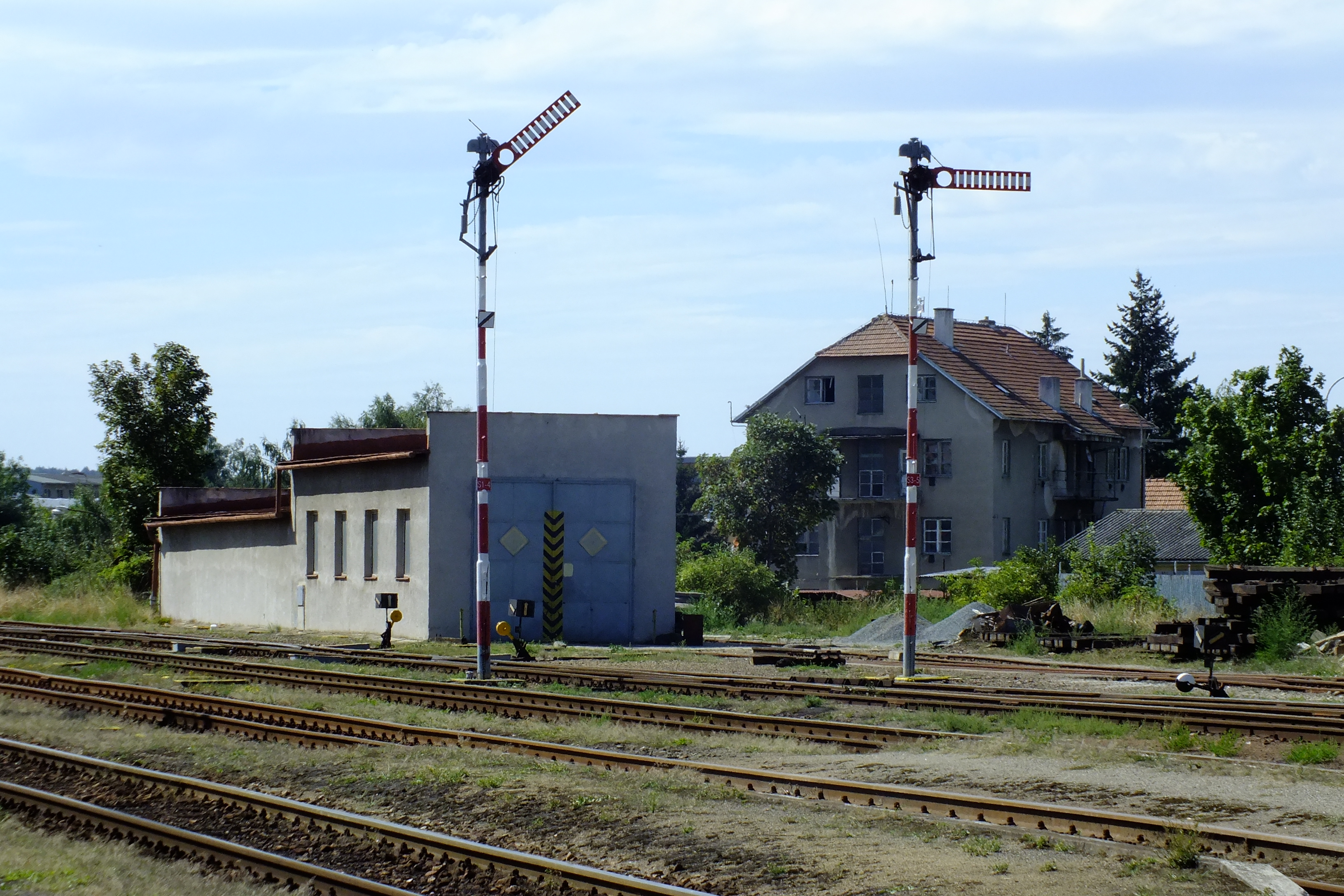
Historická mechanická návěstidla

První nádraží byla vybudováno jakožto jednopatrová stanice II. třídy se třemi dopravními kolejemi a jednou kolejí kusou, skladištní, železniční společností Rakouské severozápadní dráhy (ÖNWB) při stavbě trati spojující Vídeň a Berlín, autorem univerzalizované podoby stanic pro celou dráhu byl architekt Carl Schlimp. 23. dubna 1871 byl s místním nádražím uveden do provozu celý nový úsek trasy z Znojma do Jihlavy, odkud mohly vlaky po již dokončené trati pokračovat do Kolína a dále.
9. listopadu 1896 došlo k zahájení provozu na dobudovaném úseku z Jemnice do Moravských Budějovicích společností Místní dráha Moravské Budějovice-Jemnice (provoz zajišťovala ÖNWB). K obsluze a odbavení cestujících sloužila vlastní staniční budova severně od původního nádraží. Trať byla přitom jen malým úsekem plánované rozsáhlejší železniční sítě na jihozápadní Moravě, zbylé části však nebyly nikdy dokončeny. Původním záměrem bylo propojení Rakouské severozápadní dráhy a Dráhy císaře Františka Josefa(KFJB), a to v trase Moravské Budějovice - Jemnice - Slavonice - Nová Bystřice - Třeboň se dvěma plánovanými odbočkami (Slavonice - Dačice - Telč - Kostelec u Jihlavy a Slavonice - Waidhofen - Schwarzenau).
Po zestátnění ÖNWB v roce 1908 pak obsluhovala stanici společnost Císařsko-královské státní dráhy (kkStB), po roce 1918 pak správu převzaly Československé státní dráhy, místní dráha byla zestátněna až roku 1925.
V roce 2021 bylo oznámeno, že mezi únorem a prosincem by mělo dojít k velké rekonstrukci a instalaci zabezpečovacího zařízení ve stanici. Rekonstrukce měla započít v roce 2021, ale k tomu nedošlo.

## Popis
Nacházejí se zde čtyři jednostranná vnitřní nástupiště, k příchodu na ně slouží přechody přes koleje. V těsném sousedství se nalézá také městské autobusové nádraží.